# Laguna La Tablilla
Laguna La Tablilla är en sjö i Argentina.   Den ligger i provinsen Buenos Aires, i den östra delen av landet, 130 km söder om huvudstaden Buenos Aires. Laguna La Tablilla ligger 4 meter över havet. Arean är 5,0 kvadratkilometer. Den sträcker sig 4,4 kilometer i nord-sydlig riktning, och 3,1 kilometer i öst-västlig riktning.
Trakten runt Laguna La Tablilla består till största delen av jordbruksmark. Runt Laguna La Tablilla är det glesbefolkat, med 9 invånare per kvadratkilometer.